# Stojnik (Sopot)
Pour les articles homonymes, voir Stojnik.

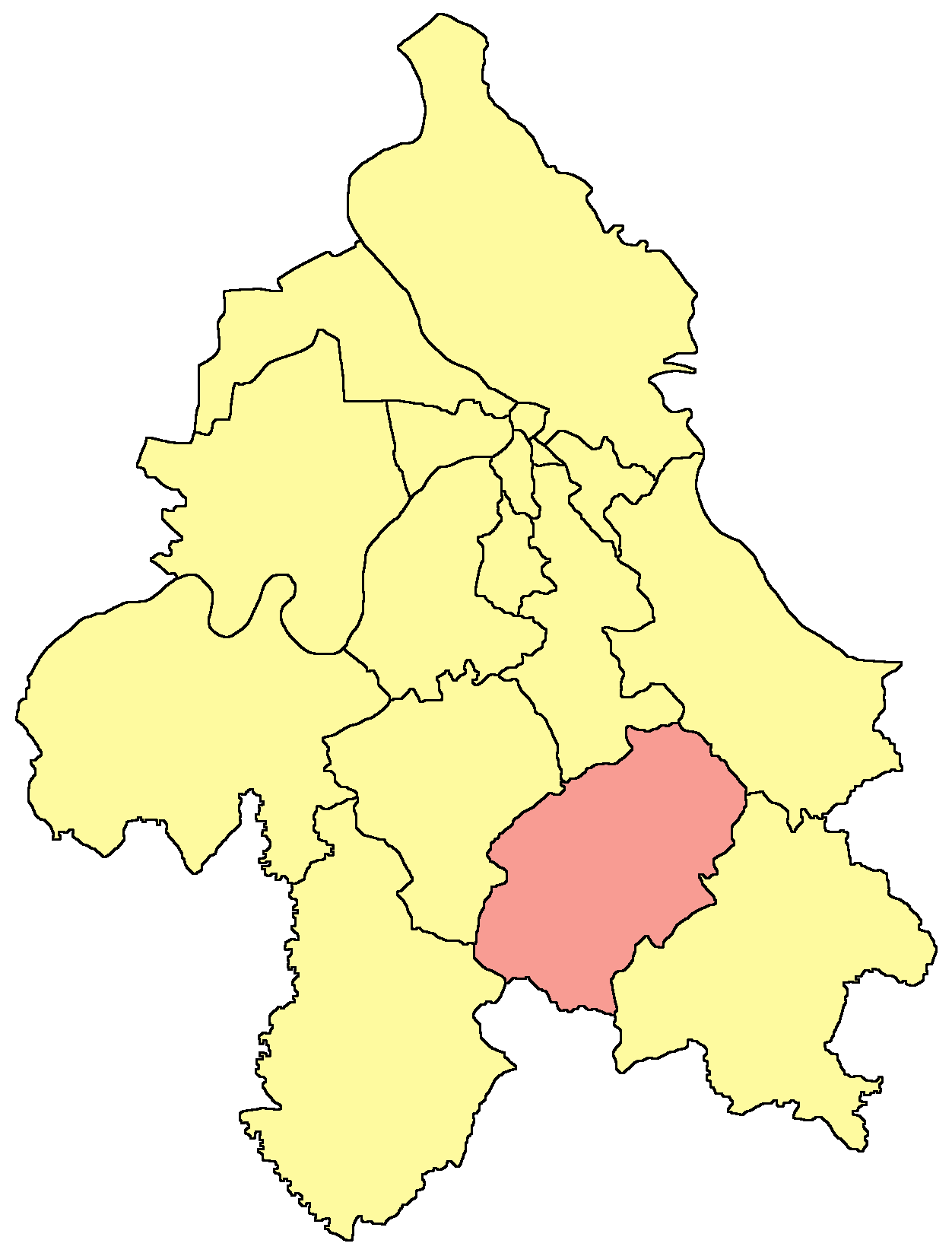
Localisation de la municipalité de Sopot dans la Ville de Belgrade

Stojnik (en serbe cyrillique : Стојник) est un village de Serbie situé dans la municipalité de Sopot et sur le territoire de la Ville de Belgrade. Au recensement de 2011, il comptait 565 habitants.
Sojnik est situé au nord-ouest du mont Kosmaj. Une autre localité portant le même nom est située à proximité.

## Démographie

### Évolution historique de la population
| 1948  | 1953  | 1961  | 1971 | 1981 | 1991 | 2002 | 2011 |
| ----- | ----- | ----- | ---- | ---- | ---- | ---- | ---- |
| 1 493 | 1 471 | 1 175 | 953  | 769  | 679  | 642  | 565  |

|  |

## Personnalité
Stojnik est le village natal de Čeda Milosavljević (1898-1941), un professeur et un Partisan communiste qui s'est battu en Yougoslavie contre les nazis lors de la Seconde Guerre mondiale.